# Antonio Coello
Antonio Coello y Ochoa (Madrid, 26 de octubre de 1611 - ibídem, 20 de octubre de 1652) fue un dramaturgo español del Siglo de Oro de la escuela de Pedro Calderón de la Barca.

## Biografía
Era hijo de los madrileños Juan Coello Arias y Melchora de Ochoa.
Fue criado de Francisco Fernández de la Cueva, VII duque de Alburquerque. A las órdenes de este, combatió por Felipe IV como capitán de infantería. En 1642 Felipe IV le hizo merced del hábito de caballero de la Orden de Santiago. No sería armado caballero de este hábito hasta 1648.Cuatro años después sería nombrado ministro de la Real Junta de Aposento.
Murió ese mismo año en casa de Francisco Fernández de la Cueva y Enríquez de Cabrera, VIII duque de Alburquerque; en la parroquia de Santa María de Madrid el 20 de octubre de 1652. Fue enterrado en el convento de Nuestra Señora de la Victoria.

## Obra
Escribió sobre todo en colaboración con otros ingenios, cinco con Pedro Calderón de la Barca, cuatro con Francisco Rojas Zorrilla, tres con Juan Pérez de Montalbán, y otras con su hermano Juan Coello. En otras ocasiones colaboró en comedias de tres ingenios, como El catalan Serrallonga y vandos de Barcelona : comedia famosa / de Tres ingenios; la primera jornada de don Antonio Coello: la segunda de don Francisco de Roxas: y la tercera de Luis Velez de Guevara, o El Pastor Fido / de tres Ingenios: la primera iornada de don Antonio Solis; la segunda, de don Antonio Coello; la tercera, de don Pedro Calderon.
Con Calderón hizo comedias como Los yerros de la naturaleza y aciertos de fortuna, que algunos atribuyen a Coello solamente.
Su obra maestra es, sin embargo, el drama histórico sobre el Robert Devereux, II conde de Essex El conde de Sex, escrita en 1633 (también citada como Dar la vida por su dama), una amarga y sobria tragedia en la que el enamorado muere sin saber que es correspondido y en la que aparece una gran caracterización de la reina Isabel I de Inglaterra.
Otras obras suyas son Los dos Fernando de Austria, Lo dicho hecho, Lo que puede la porfía o Peor es hurgallo. En una novela ejemplar de Cervantes se inspira su El celoso extremeño. También cultivó el auto sacramental, con piezas como La cárcel del mundo, que fue atribuido a Felipe IV.

## Ediciones críticas
- Donald E. Schmiedel (ed.), El conde de Sex, Madrid, Playor, 1973.
- Jesús Laíz (ed.), El conde de Sex, Madrid, Fundamentos (RESAD), 2006.